# Tuangou
Tuangou, (team buying, 团购, 團購) – w wolnym tłumaczeniu grupowe zakupy to system tańszego nabywania przeróżnych towarów poprzez wykorzystywanie potęgi grupy.
Metoda ta polega na zebraniu grupę osób i wspólnej negocjacji ceny ze sprzedawcą. 
Tuangou powstało w Chinach.